# Hymenaea
Hymenaea, auch Animebäume, Südamerikanische Kirschen, Brasilkirschen, Heuschreckenbäume, Lokustbäume genannt, ist eine Pflanzengattung in der Unterfamilie der Johannisbrotgewächse (Caesalpinioideae) innerhalb der Familie der Hülsenfrüchtler (Fabaceae). Die etwa 15 Arten besitzen bis auf eine afrikanische Art eine neotropische Verbreitung. Das Holz einiger Arten wird unter vielen Handelsnamen, beispielsweise Jatoba und Courbaril, genutzt.

## Beschreibung

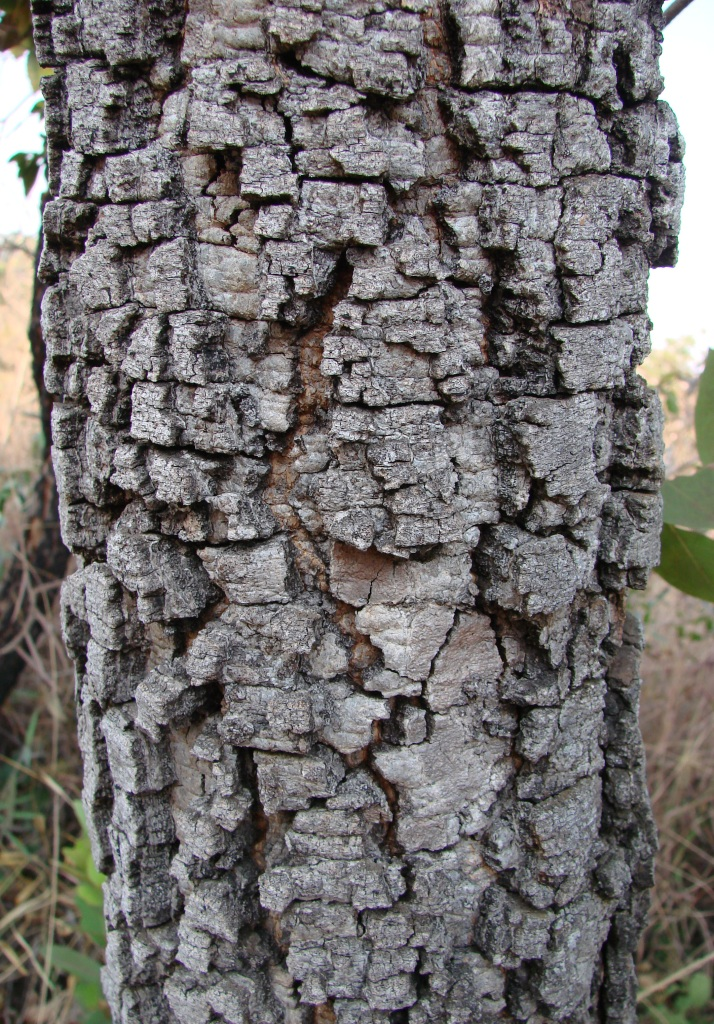
Borke von Hymenaea stigonocarpa

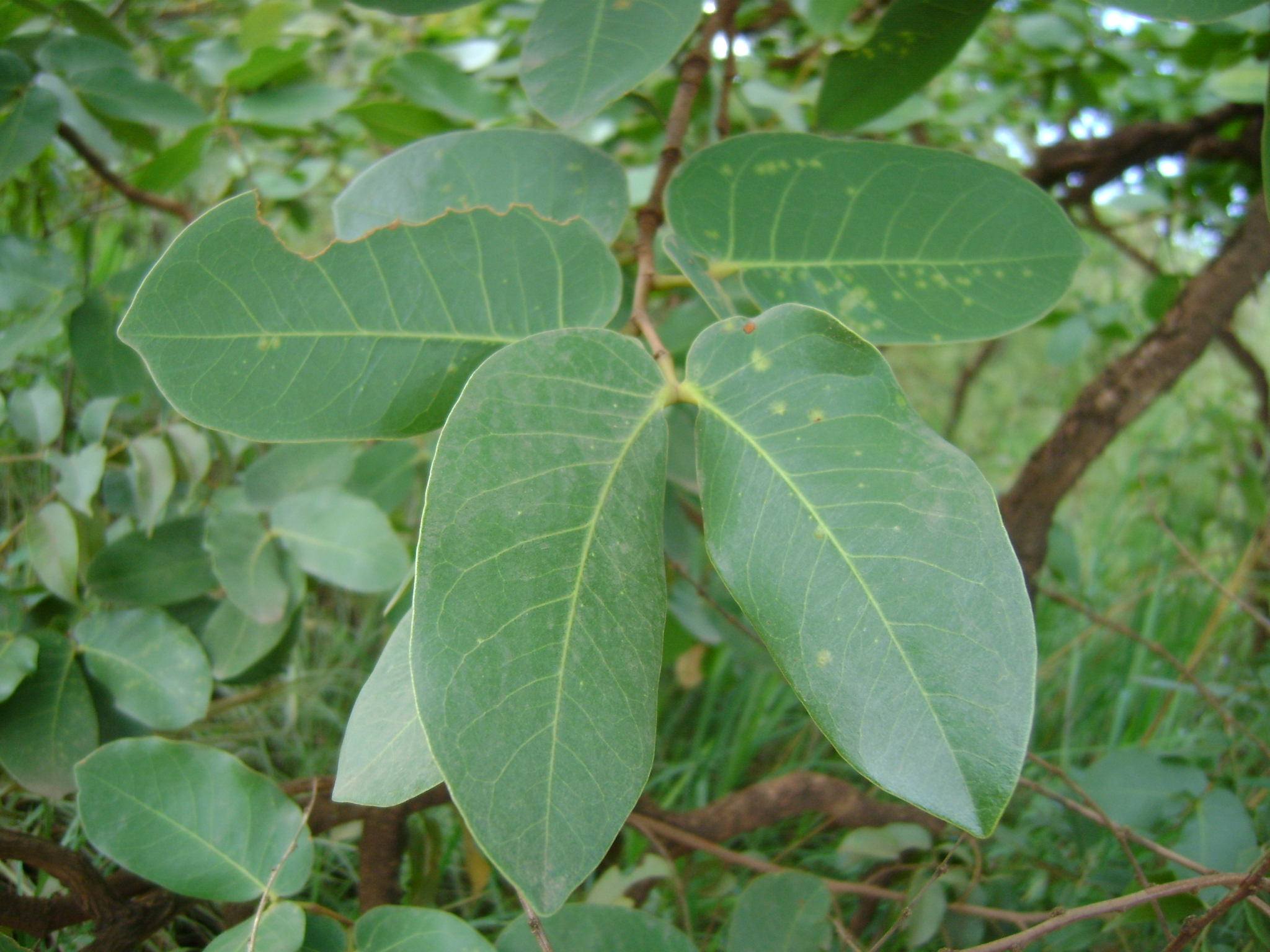
Paarig gefiederte Laubblätter mit nur einem Fiederblattpaar von Hymenaea stigonocarpa

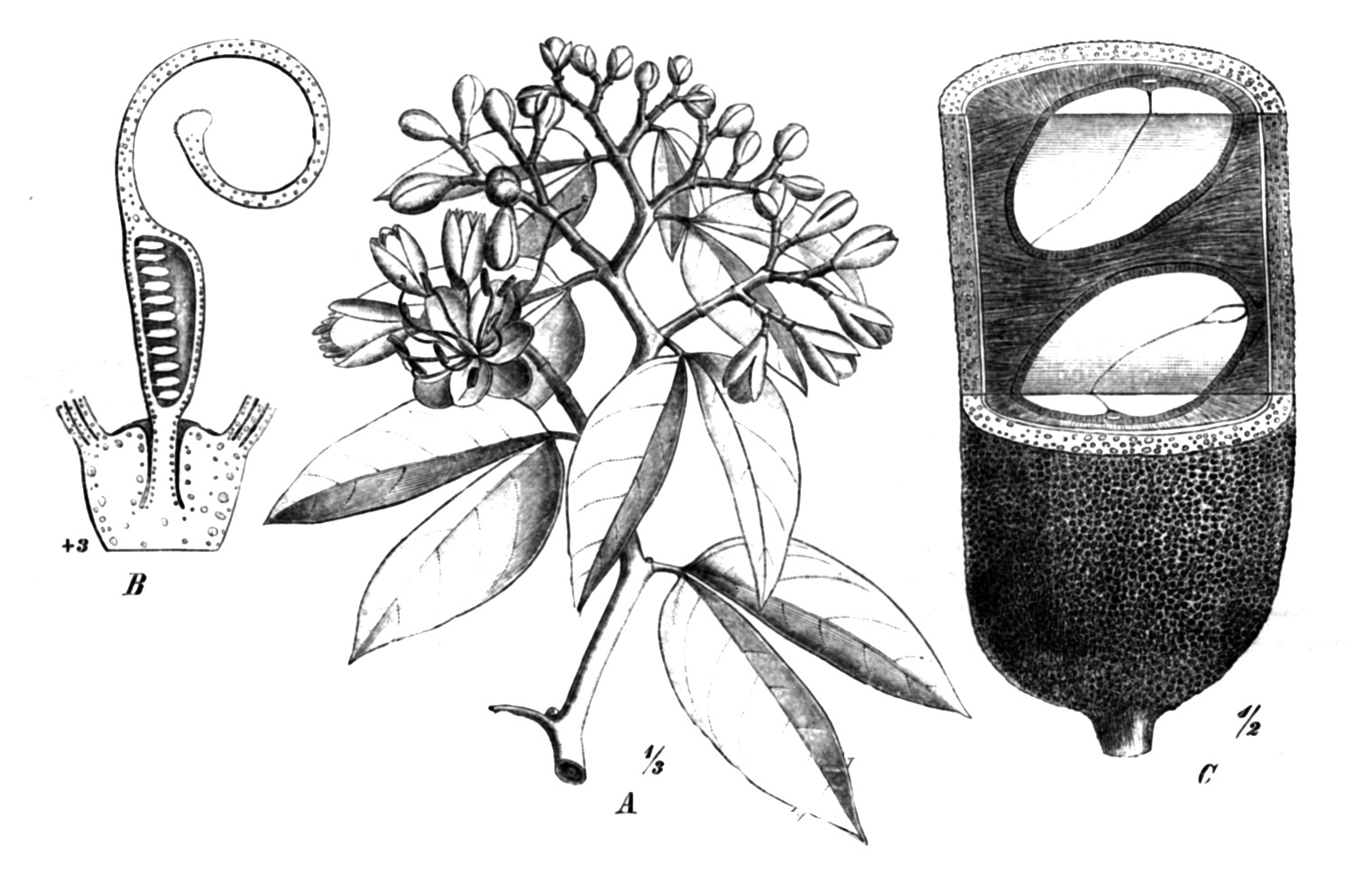
Illustration von Hymenaea courbaril

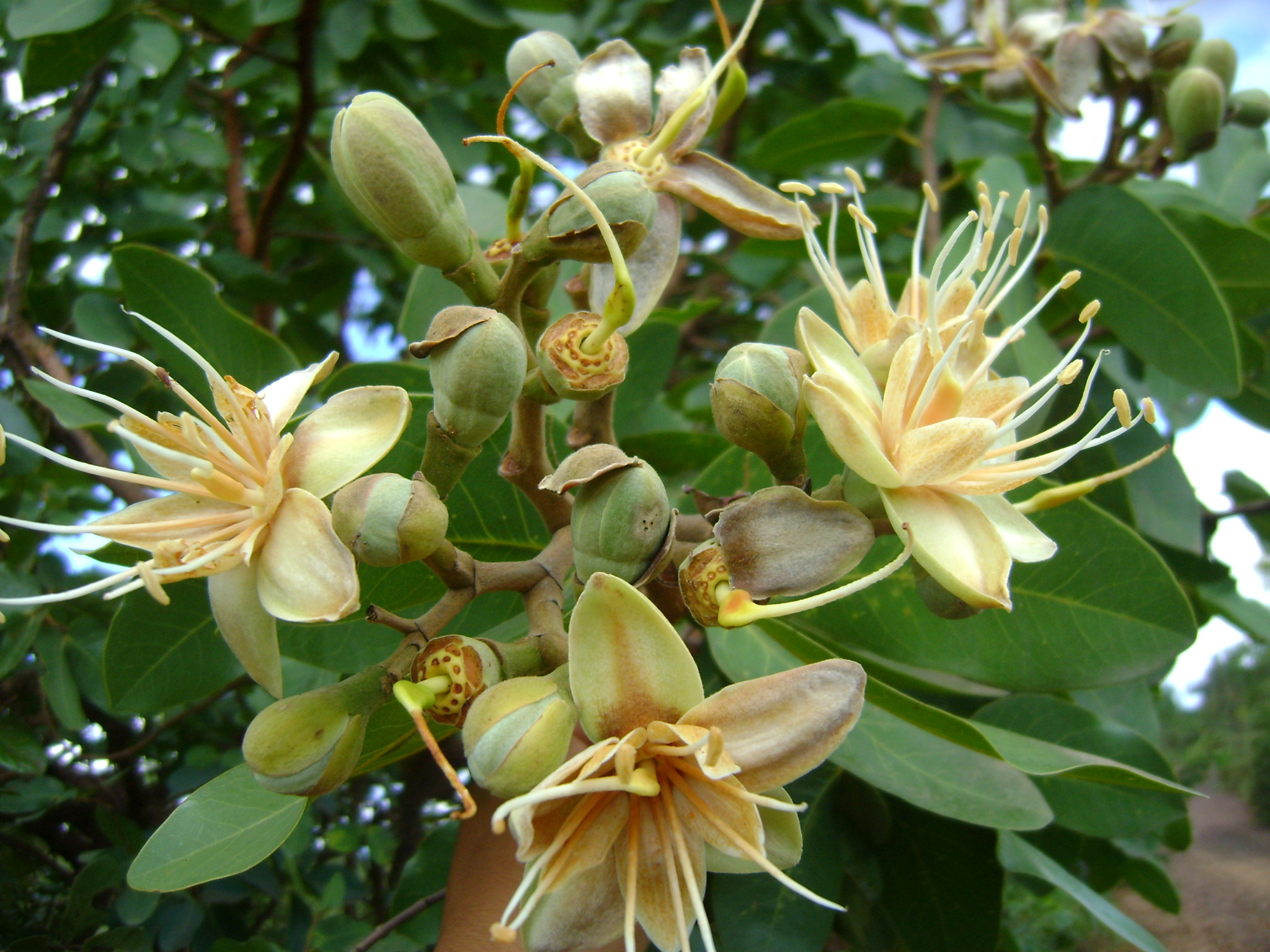
Blütenstand mit großen Blüten von Hymenaea stigonocarpa mit zehn aus der Krone herausragenden Staubblättern

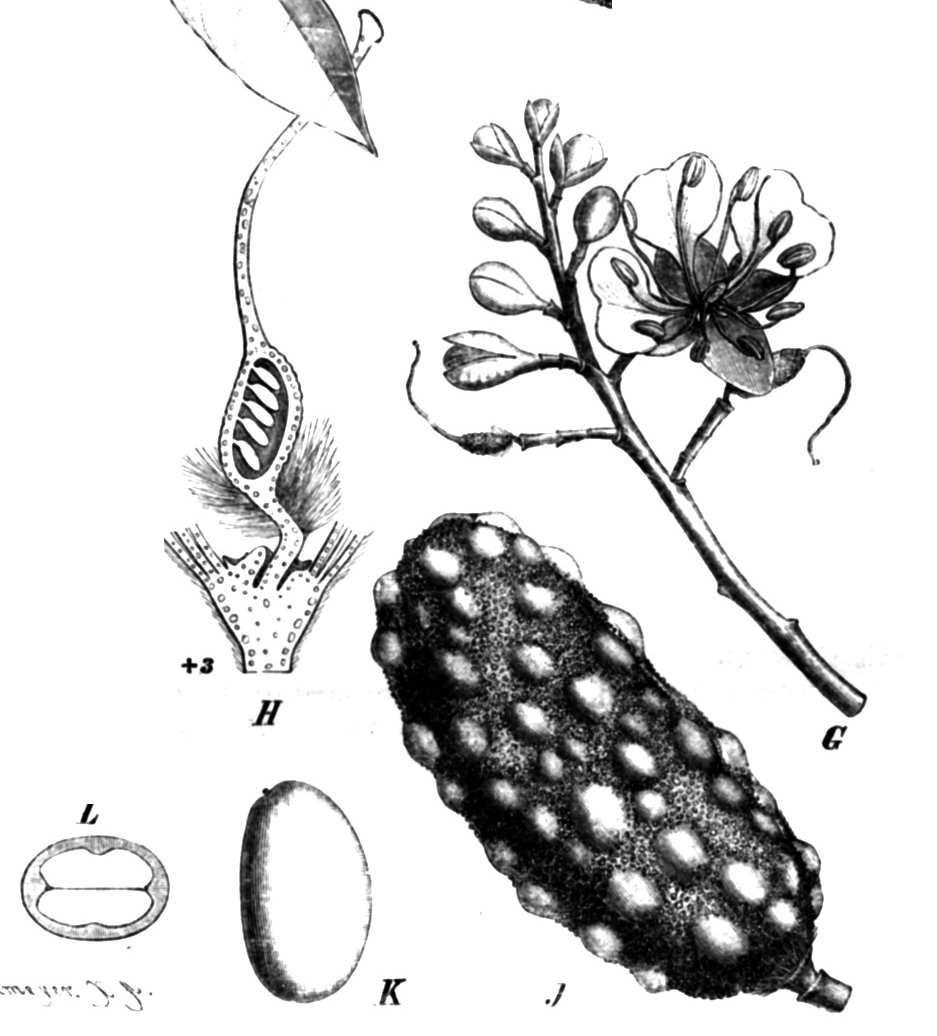
Illustration von Hymenaea verrucosa

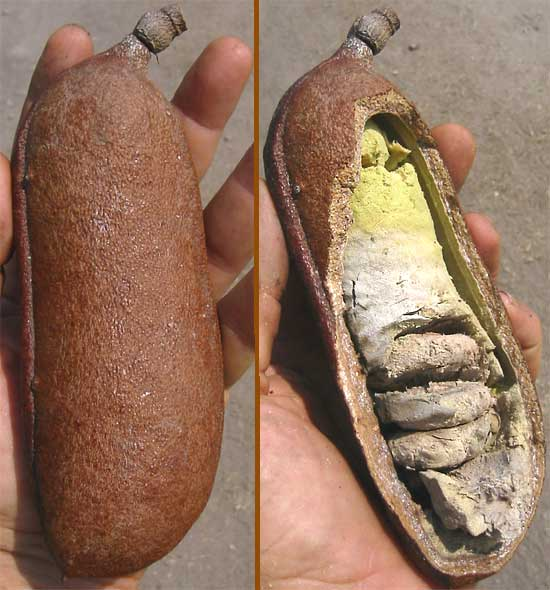
Hülsenfrüchte von Hymenaea courbaril

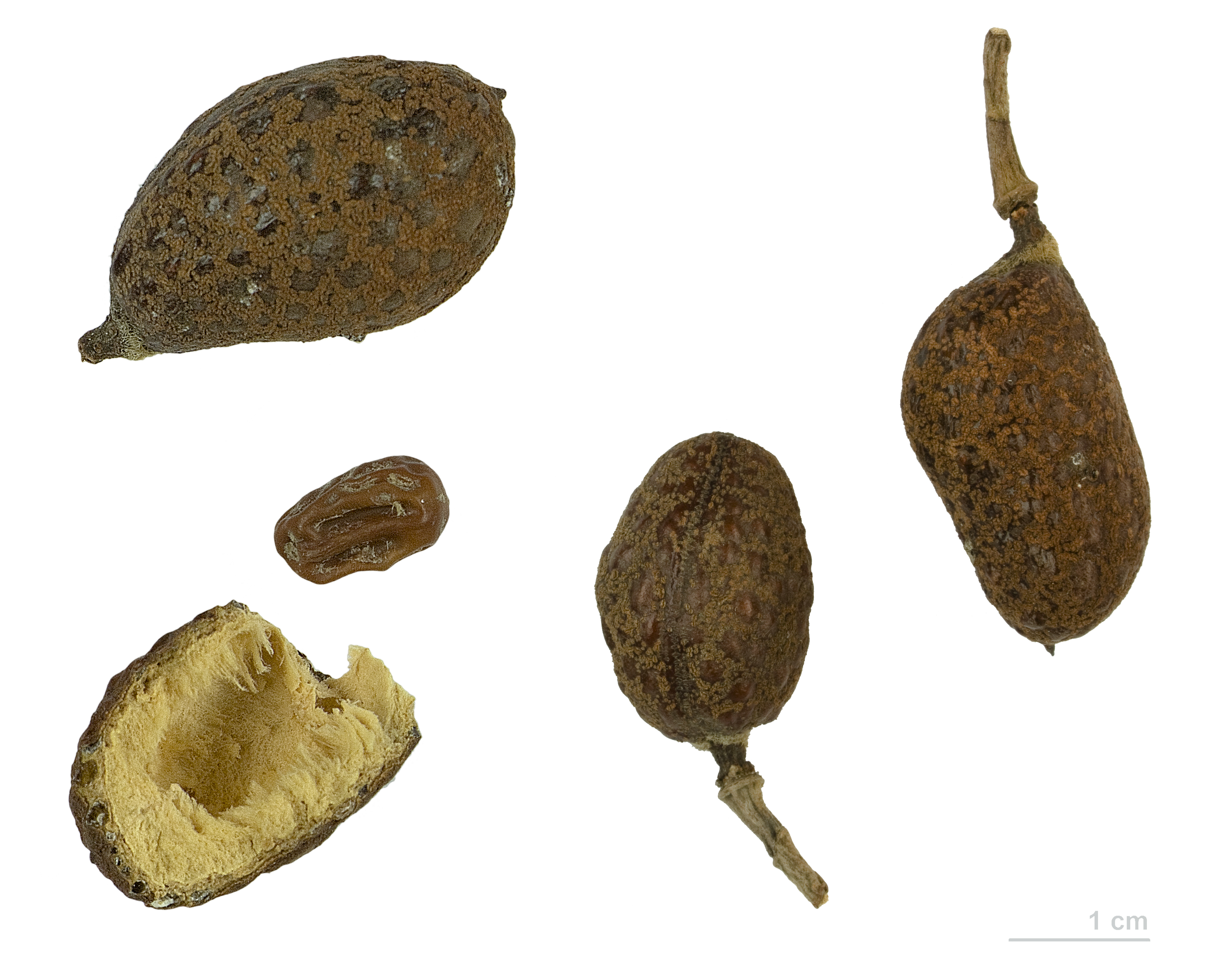
Frucht von Hymenaea verrucosa

### Erscheinungsbild
Die Hymenaea-Arten wachsen als immergrüne oder fakultativ laubabwerfende Bäume, die Wuchshöhen von 25 bis 35 Metern und Stammdurchmesser (Brusthöhendurchmesser BHD) von 60 bis 100 Zentimetern erreichen können. Die Rinde junger Zweige, Knospen und Blattstiele sind meist filzig behaart. Die Farbe der Haare (Trichome) ist gelb-golden, hell-braun oder rötlich-rostfarben. Ältere Äste besitzen eine silber-graue Borke, die abblättert.

### Blätter
Die wechselständig an den Zweigen angeordneten Laubblätter sind gedreht, fast sitzend bis kurz gestielt. Die paarig gefiederten Blattspreiten besitzen nur ein Fiederblattpaar. Die zwei dick-ledrigen, ungleichseitigen Fiederblätter sind bei einer Länge von 5 bis 16 Zentimetern und einer Breite von 2 bis 7 Zentimetern länglich, verkehrt-eiförmig oder sichelförmig mit stumpfen oder zu einer Spitze zulaufenden oberen Ende. Bei einigen Arten ist die Unterseiten der Blattfiedern dicht flaumig gold-braun behaart. Die Blattflächen sind oft durchscheinend drüsig punktiert. Die kleinen Nebenblätter fallen früh ab.

### Blütenstände und Blüten
Die Blütezeit reicht je nach Art und Standort von Dezember bis Februar oder von September bis Oktober. An den Zweigenden sind spiralig angeordnet etwa 15 Zentimeter lange, manchmal behaarte, rispige Blütenstände vorhanden. Die konkaven, ei- bis kreisförmigen Tragblätter fallen früh ab. Die zwei Deckblätter (Brakteolen) umhüllen die junge Blütenknospe und fallen dann ab.
Die zwittrigen Blüten besitzen eine doppelte Blütenhülle. Es sind zwei ungleiche Paare freie Kelchblätter vorhanden, die dick-ledrig sind. Von den fünf meist creme-weißen Kronblättern sind selten alle gleich groß, meist sind drei groß und zwei winzig. Die Kronblätter können genagelt sein. Es sind zwei Kreise mit je fünf freien, fertilen Staubblättern vorhanden. Die Staubfäden sind kahl oder an ihrer Basis behaart und die länglichen Staubbeutel öffnen sich mit Längsschlitzen. Das einzige kahle oder behaarte Fruchtblatt enthält meist vier bis wenige Samenanlagen. Der längliche, dünne Griffel endet in einer kleinen Narbe.

### Früchte und Samen
Die Hülsenfrüchte sind bei einer Länge von 4 bis 15 Zentimetern und einer Breite von 3,5 bis 10 Zentimetern ellipsoidal, eiförmig, verkehrt-eiförmig oder länglich-flach. In den Monaten November und Dezember sind die dann hellbraune, ledrigen bis holzigen Hülsenfrüchte reif, fallen zu Boden, bleiben geschlossen und beinhalten meist einen bis drei, selten bis zu acht Samen. Das harte Epikarp besitzt viele erhabene harzgefüllte Behälter und das Endokarp ist puderig.
Die je nach Art unterschiedlich geformten Samen besitzen eine harte Samenschale (Testa), aber kein Endosperm und keinen Arillus. Der Embryo besitzt zwei dicke, fleischige Keimblätter (Kotyledonen) und eine kurze, gerade Radicula.

## Nutzung
Die Früchte und Samen dienen sowohl dem Vieh als auch den lokalen Bewohnern in einigen Regionen zur Ernährung. So können beispielsweise aus den Früchten der „Variante“ Prosopis pallida Mehl für Brot, ein kaffeeartiges Getränk und diverse vergorene Getränke (z. B. Chicha de Algarrobo) hergestellt werden.
Die Hymenaea-Arten liefern Holzarten, die vor allem unter den Handelsnamen Jatoba und Courbaril bekannt sind. Weitere Handelsnamen lauten je nach Herkunft:
- Brasilien: Algarobo, Fainheira, Jutahy
- Guyana: Locust
- Kolumbien: Algarrobo
- Bolivien: Paquirc, Paquío
- Peru: Azucar-Huayo
- Surinam: Rode Locus, Algarobo
- Venezuela: Algarrobo
- Belize: Guapinol, Abati, Yatoba
- Frankreich: Courbaril
- England: Locust
- USA: Brasilian Cherry.
- Nicaragua: Guapinol
- Ecuador: Copal

Jatoba kann leicht mit Jaboty oder Jutai (auch Jatai genannt) verwechselt werden. Dieses ist dem echten Jatoba optisch sehr ähnlich, stammt auch aus derselben Pflanzenfamilie, besitzt aber schlechtere Eigenschaften (beispielsweise Rissbildung). In Deutschland ist etwa 20 % des Jatoba kein echtes Jatoba, da der Handel es kaum prüfen kann. Jaboty beispielsweise kommt über Surinam und wird in den Niederlanden vertrieben. Jutai kommt über Paraguay. Das im Handel erhältliche Jatoba-Holz stammt überwiegend aus Brasilien.

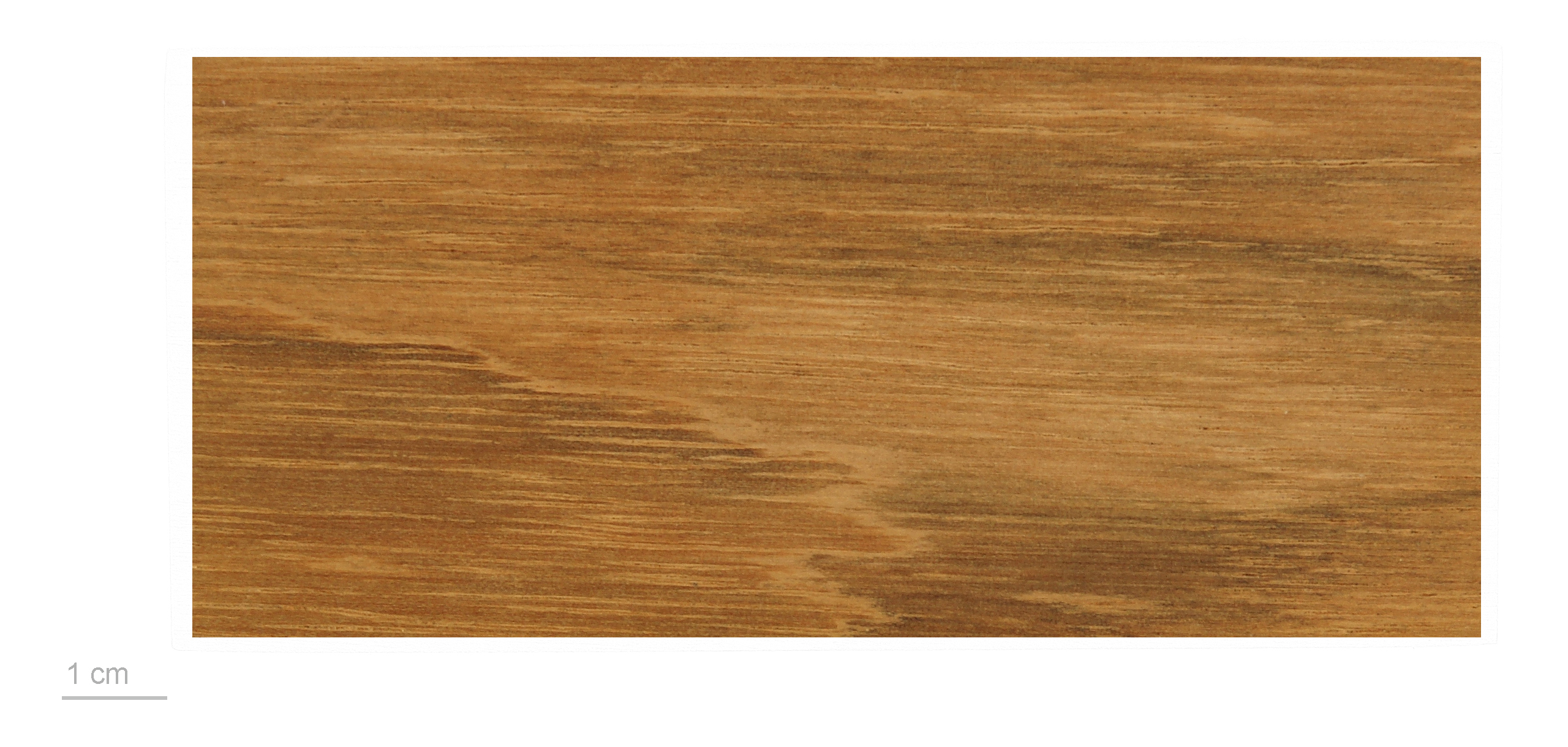
Holz von Hymenaea courbaril

### Holzbeschreibung
Der Splint ist mit 6 bis 12 Zentimetern relativ breit und setzt sich mit seiner weiß-gräulichen Färbung deutlich vom orange-lachs gefärbten Kernholz ab. Nach Austrocknung dunkelt es nach und ist dann rot-braun. Vorkommen können feine dunkle Adern. Im Querschnitt sind die Zuwachszonen mit bloßem Auge deutlich erkennbar, während für Gefäße (Tracheen), Holzstrahlen und Längsparenchym eine Lupe nötig ist. Die Textur ist im Tangentialschnitt gefladert, im Radialschnitt durch Aderung gestreift.

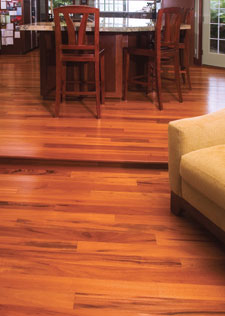
Wohnraumdielen aus Jatoba

Die Gefäße sind zerstreut, überwiegend einzeln, manchmal paarig oder in Gruppen angeordnet. Der Durchmesser der Gefäße beträgt im Mittel 180 Mikrometer. Das Längsparenchym ist meist paratracheal-bandförmig und bis zu zehn Zellen breit. Die Holzstrahlen sind unregelmäßig angeordnet und im Mittel 420 Mikrometer hoch und 48 Mikrometer breit. Die unregelmäßig angeordneten Libriformfasern und Fasertracheiden sind im Mittel 1370 Mikrometer lang und verlaufen überwiegend gerade bei nur geringer Wechseldrehwüchsigkeit. Im Längsparenchym lassen sich in den Kristallschläuchen relativ große Kalziumoxalatkristalle finden.
Als Holzfehler können vorkommen Krümmungen, Unrundheit, Risse und selten Fraßgänge. Der Holzgeruch ist nicht auffällig. Bei Eisenkontakt kann sich das Holz grau-blau bis schwarz verfärben.

### Eigenschaften
Jatoba besitzt eine Darrdichte von 710 bis 900 kg/m³ und eine Rohdichte von bis zu 1100 kg/m³. Das Schwindmaß ist relativ gering (tangential 8 %, radial 3,8 %). Der Porenanteil liegt bei 53 %. Der Zelluloseanteil beträgt 40 %. Relativ groß ist der Gerbstoffanteil.
Kernholz von Jatoba ist dauerhaft bis mäßig dauerhaft (Dauerhaftigkeitsklasse 2–3), und dauerhaft gegenüber Insektenbefall (Klasse D).

### Bearbeitung und Verwendung
Jatoba lässt sich gut sägen, schleifen, bohren und drechseln, aber schlecht hobeln; wobei insgesamt ein erhöhter Kraftaufwand nötig ist, weshalb Werkzeuge rasch abstumpfen. Bei der Trocknung sind keine Schwierigkeiten bekannt, sofern sie langsam verläuft. Das Holz lässt sich gut verkleben und ist hervorragend lasier- und lackierbar.
Verwendung findet Jatoba vor allem als Ausstattungsholz für Möbel, Innenausbauten, Treppen, Dielen und Parkett, aber auch als Konstruktionsholz im Innen- und Außenbau. Auf Grund seiner Dauerhaftigkeit ist es nach entsprechender Behandlung auch für Gartenmöbel oder Gartendecks geeignet. Nur gelegentlich wird Jatoba als Messerholz für Deckfurnier benutzt.
Es findet auch als Ersatz für Palisander-Holz Verwendung im E-Gitarren- und E-Bass-Bau, insbesondere als Griffbrettholz.

## Gefährdung
Einige Hymenaea-Arten sind in der Roten Liste der gefährdeten Arten gelistet.

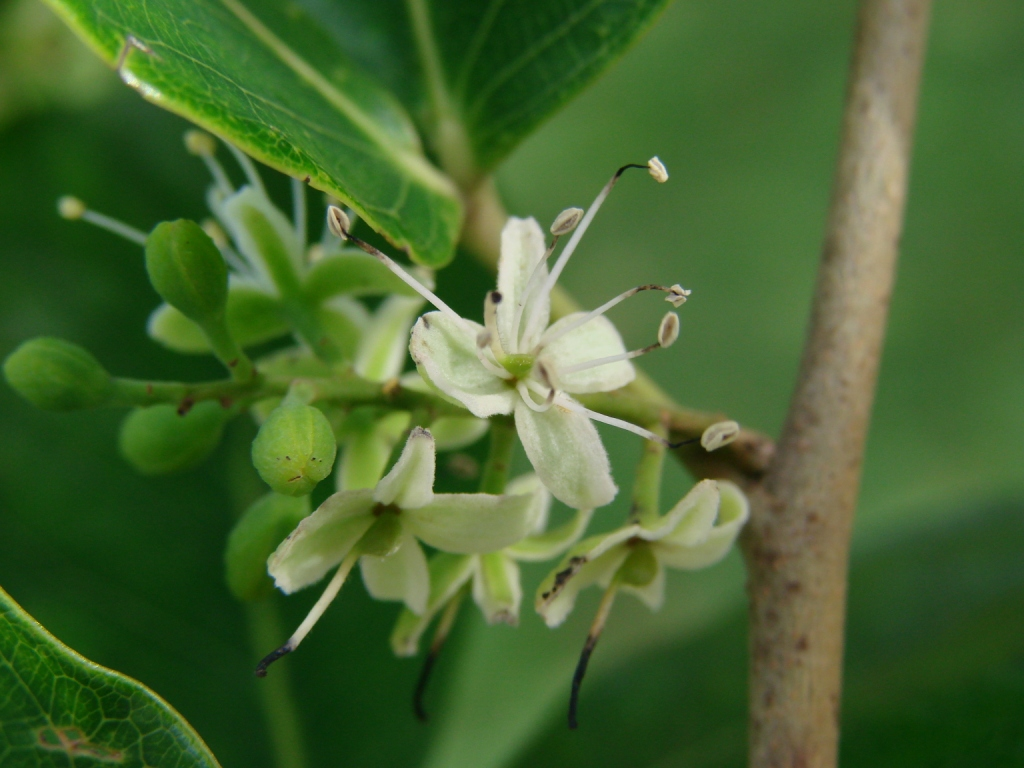
Hymenaea courbaril, blühend

Herbarbeleg von Hymenaea verrucosa

## Systematik und botanische Geschichte
Die Gattung Hymenaea wurde 1753 durch Carl von Linné in Species Plantarum, Tomus II, S. 1192 aufgestellt. Typusart ist Hymenaea courbaril L. Der Gattungsname Hymenaea leitet sich vom griechischen Gott der Hochzeit Hymen ab und bezieht sich auf die zwei schönen, grünen Fiederblätter, die immer ein zusammenpassendes Paar bilden. Ein Synonym für Hymenaea L. ist Trachylobium Hayne.
Die Gattung Hymenaea gehört zur Tribus Detarieae in der Unterfamilie der Caesalpinioideae innerhalb der Familie der Fabaceae.
Die Gattung Hymenaea besitzt eine hauptsächlich neotropische Verbreitung. Ihr neotropisches Verbreitungsgebiet erstreckt sich von Mexiko über Mittelamerika und den Antillen bis Südamerika. Eine Hymenaea-Art ist an den Küsten Afrikas und Madagaskars, Mauritius sowie den Seychellen heimisch.
1974 gliederten Jean H. Langenheim und Yin-Tse Lee die afrikanische, monotypische Gattung Trachylobium Hayne in die Hymenaea L., die zuvor rein neotropisch war.
Es gibt etwa 15 rezente Hymenaea-Arten und zwei ausgestorbene Arten. Sie sind bis auf eine afrikanische Art (Hymenaea verrucosa) in der Neotropis heimisch:
- Hymenaea aurea Lee & Langenh.: Sie ist in den brasilianischen Bundesstaaten Bahia und Rio de Janeiro beheimatet.[5]
- Hymenaea courbaril L.: Sie ist vom südlichen Mexiko über Zentralamerika und Karibische Inseln sowie das nördliche Südamerika bis ins westliche Südamerika (südlichste Verbreitung in Peru) verbreitet.[5] Trivialname in weiten Teilen Süd- und Mittelamerikas: Guapinol. Je nach Autor gibt es zwei Varietäten.
- Hymenaea eriogyne Benth.: Sie ist in den brasilianischen Bundesstaaten Bahia, Ceara, Pernambuco und Piauí beheimatet.[5]
- Hymenaea intermedia Ducke: Sie ist in den brasilianischen Bundesstaaten Amazonas, Goias, Para und Rondônia beheimatet.[5]
- Hymenaea maranhensis Lee & Langenh.: Sie ist in Brasilien verbreitet.
- Hymenaea martiana Hayne: Sie kommt in Brasilien und Paraguay vor.[5]
- Hymenaea oblongifolia Huber: Sie ist in Südamerika weitverbreitet.
- Hymenaea parvifolia Huber: Sie ist in Südamerika weitverbreitet.[5]
- Hymenaea reticulata Ducke: Sie kommt im Amazonas-Gebiet in Brasilien, Bolivien und Peru vor.[5]
- Hymenaea rubriflora Ducke: Sie ist in Brasilien verbreitet.[5]
- Hymenaea stigonocarpa Hayne: Sie ist in Brasilien und Paraguay beheimatet.[5]
- Hymenaea torrei Leon: Diese gefährdete Art kommt nur im östlichen Kuba vor.
- Hymenaea travassii L.E.Paes: Sie kommt wohl nur in Bolivien vor.
- Hymenaea velutina Ducke: Sie ist in Südamerika weitverbreitet.
- Hymenaea verrucosa Gaertn. (Syn.: Trachylobium verrucosum (Gaertn.) Oliv.): Nur diese Art ist an den Ostküsten Afrikas von Kenia, Tansania und Mosambik bis Madagaskar, Mauritius und den Seychellen verbreitet.[5]

Ausgestorbene Arten, die in Bernstein nachgewiesen wurden:
- Hymenaea mexicana Poinar & Brown †
- Hymenaea protera Poinar †: Fossil aus dem oberen Eozän.